# Nori

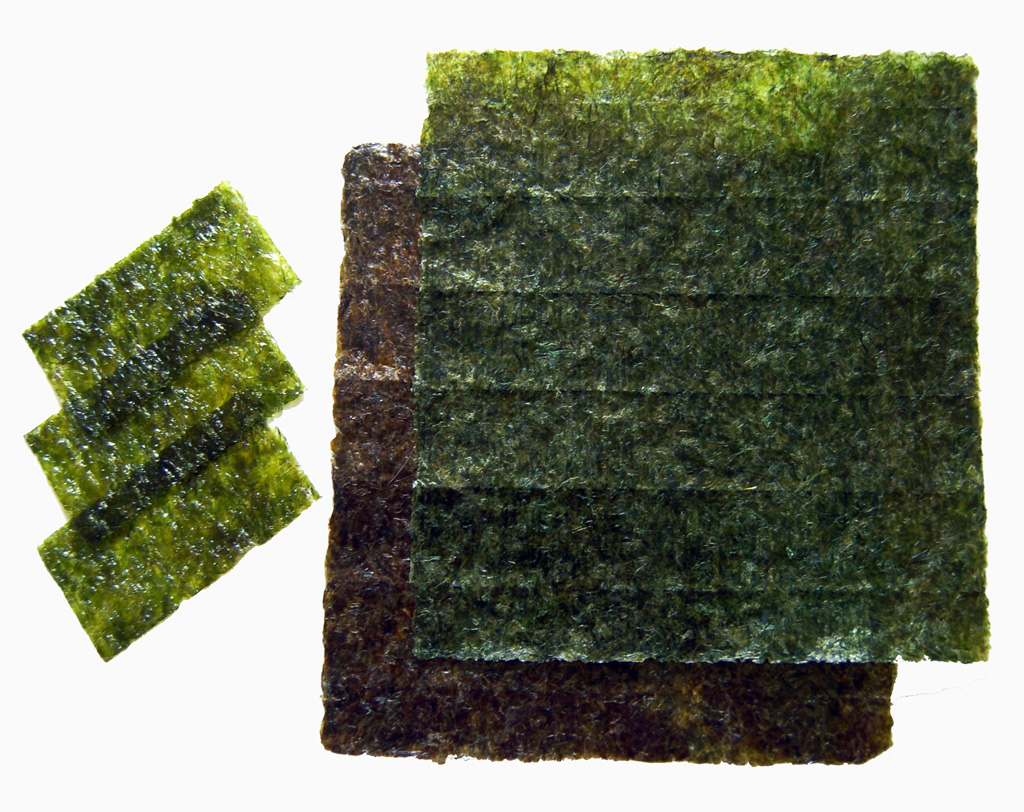
Nori

Nori, japanska: 海苔, är ätbara varianter av alger av rödalgssläktet Porphyra, främst P. yezoensis och P. tenera och kommer från det japanska köket. En del andra alger används också och vissa cyanobakterier. Nori avser också de matprodukter som skapas utifrån dessa så kallade "havsgrönsaker". Nori används bland annat till sushi (framförallt varianten makizushi) och onigiri.
Finfördelad nori används också som bordskrydda att strö över olika rätter.
Algerna har ett högt innehåll av mineralämnen, som kalcium, jod och järn, och vitaminer och antioxidanter. Vissa av arterna innehåller även höga halter av omega-3-fettsyror.